# Pachycraerus cylindriformis
Pachycraerus cylindriformis är en skalbaggsart som beskrevs av Desbordes 1917. Pachycraerus cylindriformis ingår i släktet Pachycraerus och familjen stumpbaggar. Inga underarter finns listade i Catalogue of Life.